# 卫辉市第一高级中学
卫辉市第一高级中学简称卫辉市第一中学或者卫辉一中，位于河南省新乡市卫辉市道西街东头路北200米，校址原来为明清卫辉府署、民国河北道署所在地。截至2014年有教职工315人，教学班60个，在校生3458名，建学历史超过110年。

## 学校历史
学校始建于清光绪二十八年（公元1902年）。当时卫辉知府于沧澜奉光绪帝诏兴学，将原来卫辉府的淇泉书院办成中学堂于汲县（卫辉市前身，1988年汲县改名而来）城内。1913年（民国2年），遵照当时河南省教育司指令，改名字为河南省立汲县中学，建教学楼一座，上下两层共四个教室，是最早的新式教室。1921年（民国10年），更名为河南省立第十二中学。1933年（民国12年），又改为河南省立汲县初级中学。1936年(民国25年)，与省立第二女子中学合并，女生另院授课，校牌加注“第二院”以示区别。 1937年(民国26年)芦沟桥事变后，学校南迁，当时校长袁汝骧率领师生先后到许昌，后转禹县（今河南许昌市禹州市）。1945年日军投降后，在汲县旧址复校。1947年豫北“四•一”战役后学校迁至郑州郊区南曹、薛店、朱屯借民宅授课，郑州解放前夕还有部分师生迁至开封以及浙江金华。1948年（民国37年）11月汲县县城被中国人民解放军攻陷，中国共产党政府接收学校，将公立汲县中学以及私立的豫北、卫滨、正德、正源、普庆、乐天中学等七所中学并入，合并成新的太行公立卫辉中学。1949年（民国38年）秋，平原省建立，学校更名为平原省立卫辉中学。1952年平原省撤销后，重新改为为河南省立汲县中学，1956年又改称河南省汲县第一中学，1988年汲县撤县建市，学校更为今名。2002年学校举行了百年校庆。2005年，获得首批河南省示范性普通高级中学的称号。

## 学校资源
截至2014年，学校有计算机房4个，电脑500多台，图书馆藏书11万册，其中工具书1400册，电子图书10万册，配有教工阅览室和学生阅览室，物理实验室、化学实验室、生物实验室。

## 名人故事
1901年(清光绪27年)，由于八国联军侵华，慈禧太后西逃，后来慈禧太后和光绪皇帝经由西安回銮北京，曾在此设行宫居住。1986年时任国务院总理赵紫阳视察新乡，为新乡、汲县两级政府专门拨款进行建设。

## 教学名师及著名校友

### 名师
监督石秉钧、耿春宴为日本留学生，学监暴式彬（字质夫）、教员刘纯仁（字粹轩）、张希圣（字宗周）、井伟生（字俊起）为清末举人。
范文澜（1893—1969）中共中央委员， 历史学家, 1917年毕业于北京大学，1921年在河南省立汲县中学（现卫辉一中）任教，中国科学院学部委员（院士）。

### 知名校友
中共中央总书记赵紫阳；
全国政协原副秘书长聂真；
嵇文甫；
尹达；
方心芳（1907—1992）工业微生物学家，微生物研究所创始人,1924年就读于省立汲县中学（现卫辉一中）1980年当选为中国科学院学部委员（院士）；
李春昱 （1904－1988）构造地质学家，1921年毕业于省立汲县中学（现卫辉一中），1980年当选为中国科学院院士（学部委员）；
高为炳 （1925—1994）航空航天专家，四十年代就读于省立汲县中学（现卫辉一中），1991年当选为中国科学院院士（学部委员）；
崔俊芝 （1938—   ）计算数学、计算力学与软件工程专家，1957年毕业于汲县中学（现卫辉一中），1995年当选为中国工程院院士；
铁道游击队的作者刘知侠等。

## 淇泉书院轶事
建于清乾隆十九年（1754年），院址位于卫辉府署西院。二十世纪初，清政府推行新政，各地废科举办学堂，淇泉书院于光绪二十八年（1902）改制为新式学堂——卫辉府官立中学堂。
公元2009年春，卫辉一中绿化校园时，在3号教学楼前发现四通清代石碑，碑刻记录的均为官绅向书院捐资助学的功德，这四通碑刻中，道光三十年（1850）《糜郡尊增加膏火碑记》、同治四年（1865）《书院重立碑记》、同治八年（1869）《书院捐廉加添膏火碑记》三通所载事件记录了一段轶事：道光三十年（1850），卫辉知府糜宣哲（字崧甫）卸任时，个人向淇泉书院捐制钱一千串作为助学基金，放入当铺，用所得利息，增加生员、童生资助名额，加添每人每月的膏火费（上学的费用），补助书院办学经费等。咸丰七年（1857），尚国钧任汲县知县后，因公挪用了糜知府捐赠的款项，一直未归还。同治二年（1863），知府杨维翰到任后得知此事，委派专人追缴才得以照旧加添膏火。同时，知府杨维翰谕令，嗣后无论府县，即便有万分紧急军务，一概不准提用。如果商人（从事金融业的当铺主）允许挪用，则拿该商人是问。同治八年（1869）春，知府杨维翰向书院捐款一千串，依照糜知府旧例加添膏火。只可惜助学章程刚刚定下来，未来得及举行“首发式”，杨知府便“以积劳终于府署”即逝于任上。
从以上轶事可以看出当地注重教育的传统作风。